# Заплыв домой
«Заплыв домой» (англ. Swimming Home) — художественный фильм режиссёра Джастина Андерсон. Сюжет основан на одноимённом романе Деборы Леви 2011 года. Главные роли в фильме исполнили Кристофер Эббот, Маккензи Дэвис и Ариан Лабед.
Премьера фильма состоялась 29 января 2024 года на 53-м Роттердамском кинофестивале.

## Сюжет
Сюжет фильма вращается вокруг Джо и Изабель, чей брак оказывается разрушен, когда на их вилле в Приморских Альпах в окрестностях Ниццы, в бассейне найдено тело Китти. Фильм описывается как «сюрреалистическое и мрачновато-комическое путешествие в неразрешённые травмы, которые таятся в тени всех наших жизней».

## В ролях
- Кристофер Эббот — Джо
- Маккензи Дэвис — Изабель
- Ариан Лабед — Китти
- Надин Лабаки — Лаура
- Фрея Ханнан-Миллс
- Цеф Монтана
- Михалис Гумас

## Производство
Фильм является экранизацией одноимённого романа Деборы Леви, номинированного на Букеровскую премию. Фильм был представлен на Каннском кинорынке компанией Bankside films. Режиссёрский дебют Джастина Андерсона был профинансирован Curzon, Cineart и Madman Entertainment’s Curzon CM Development Fund.
Продюсерами фильма, в котором снялись Ариан Лабед, Кристофер Эбботт и Маккензи Дэвис, стали Эмили Морган из британской компании Quiddity Films, Энди Старк из Rook Films, Паула Линхарес и Маркос Теллечеа из бразильской Reagent Media, Гиоргос Карнавас и Константинос Контовракис из греческой Heretic и Леонтин Пети и Эрик Глинис из Lemming Film. Съёмки фильма начались в октябре 2022 года в Греции.
Мировая премьера фильма состоялась 29 января 2024 года на 53-м Международном кинофестивале в Роттердаме.

## Отзывы и оценки
Виктор Фрага в рецензии для DMovies, оценив фильм в 3/5 балла пишет, что «временами „Заплыв домой“ тонет в собственной экстравагантности и самонадеянности, тем не менее, дебютная работа Джастина Андерсона понравится многим киноманам и, скорее всего, не станет последней». Питер Брэдшоу, написавший рецензию для The Guardian, оценил фильм в 2 звезды из 5 пишет: «Фильм Джастина Андерсона настаивает на озадачивающе несексуальном и неинтересном типе эротического напряжения и смешивает результат с предполагаемой подавленной агонией боснийской войны, на которую ссылается самым болтливым и пустым образом». Венди Иде, написавшая для ScreenDaily, заявила, что «„Заплыв домой“ — это поразительный, но намеренно сбивающий с толку опыт». По мнению Иде, «он понравится не всем, а запутанный символизм повествования, возможно, лучше подходит для оригинальной формы романа, чем для фильма». Она считает, что «в этой истории есть что-то смущающее, вызывающее недоумение, от которого трудно избавиться, — она, вероятно, станет предметом обсуждения на других фестивалях и может подойти для стриминговых сервисов».
Дэвид Кац в рецензии для Cineuropa, отметил, что «фильм создан в кинематографическом мире, который на несколько градусов отдалён от реального, начиная с терпких и неловких реплик актёров и заканчивая последующими сценами в фетиш-танцевальном клубе и нудистской лагуне, которые ощущаются как ландшафты бессознательного».